# Уряд Центральноафриканської Республіки
Уряд Центральноафриканської Республіки — вищий орган виконавчої влади Центральноафриканської Республіки.

## Голова уряду
- Прем'єр-міністр — Сімпліс Саранджі (англ. Simplice Sarandji).

## Кабінет міністрів
Склад чинного уряду подано станом на 25 січня 2017 року.
| Логотип | Міністерство                                                                                          | Міністр                                                  | Фото | Час на посаді | Час на посаді | Партія | Партія | Вебсайт |
| ------- | --- | -------------------------------------------------------- | ---- | ------------- | ------------- | ------ | ------ | ------- |
|         | Міністерство внутрішніх справ і територіального управління                                            | Жан Серж Бокасса (Jean Serge Bokassa)                    |      |               |               |        |        |         |
|         | Міністерство гірничої промисловості та енергетики                                                     | Леопольд Мболі-Фатране (Leopold Mboli-Fatrane)           |      |               |               |        |        |         |
|         | Міністерство екології, сталого розвитку, водного, лісового і рибного господарства                     | Арлетт Сомбо-Дібеле (Arlette Sombo-Dibele)               |      |               |               |        |        |         |
|         | Міністерство економіки, планування і кооперації                                                       | Фелікс Молуа (Felix Moloua)                              |      |               |               |        |        |         |
|         | Міністерство житла та міського планування                                                             | Габі Френкі Леффа (Gaby Francky Leffa)                   |      |               |               |        |        |         |
|         | Міністерство зв'язку та інформації                                                                    | Чарльз Поль Лемассе Мандя (Charles Paul Lemasset Mandya) |      |               |               |        |        |         |
|         | Міністерство закордонних справ, африканської інтеграції та центральноафриканської діаспори            | Чарльз Армель Дубане (Charles Armel Doubane)             |      |               |               |        |        |         |
|         | Міністерство комунальних служб, модернізації адміністрування, праці, зайнятості та соціальної безпеки | Абдулає Мусса (Abdoulaye Moussa)                         |      |               |               |        |        |         |
|         | Міністерство мистецтв, туризму, культури і франкофонії                                                | Жизель Пана (Gisele Pana)                                |      |               |               |        |        |         |
|         | Міністерство національного підприємництва, ремесел і сприяння малому та середньому бізнесу            | Бертран Туабой (Bertrand Touaboy)                        |      |               |               |        |        |         |
|         | Міністерство оборони                                                                                  | Жозеф Якете (Joseph Yakete)                              |      |               |               |        |        |         |
|         | Міністерство освіти і досліджень                                                                      | Мукадас Нуре (Moukadas Noure)                            |      |               |               |        |        |         |
|         | Міністерство охорони здоров'я та народонаселення                                                      | Фернанде Ндженгбот (Fernande Ndjengbot)                  |      |               |               |        |        |         |
|         | Міністерство пошти, телекомунікацій і сприяння новітнім технологіям                                   | Жустін Гурна-Зако (Justin Gourna-Zacko)                  |      |               |               |        |        |         |
|         | Міністерство соціальної політики і національної злагоди                                               | Віржин Байкуа (Virginie Baikoua)                         |      |               |               |        |        |         |
|         | Міністерство сприяння молоді, розвитку спорту і громадських служб                                     | Сільвер Нгарсо (Silvere Ngarso)                          |      |               |               |        |        |         |
|         | Міністерство сільського господарства і розвитку сільських регіонів                                    | Оноре Фейзуре (Honore Feizoure)                          |      |               |               |        |        |         |
|         | Міністерство тваринництва і ветеринарії                                                               | Єріма Юссуфа Манджо (Yerima Youssoufa Mandjo)            |      |               |               |        |        |         |
|         | Міністерство торгівлі та промисловості                                                                | Ком Хассан (Come Hassane)                                |      |               |               |        |        |         |
|         | Міністерство транспорту, цивільної авіації та шляхів сполучення                                       | Теодоре Юссо (Theodore Jousso)                           |      |               |               |        |        |         |
|         | Міністерство фінансів і бюджету                                                                       | Енрі Марі Дондра (Henri Marie Dondra)                    |      |               |               |        |        |         |
|         | Міністерство юстиції та прав людини                                                                   | Флавієн Мбатта (Flavien Mbatta)                          |      |               |               |        |        |         |